# Florentino Azpeitia Moros
Florentino Azpeitia Moros (Ateca, província de Saragossa 3 de març de 1859 - Madrid, 1 de febrer de 1934) va ser un naturalista aragonès. La seva formació va ser Enginyer de Mines.
És una de les figures científiques més desconegudes històricament, malgrat la multiplicitat de càrrecs acadèmics i científics que va exercir i les intenses facetes personals de la seva vida. Tant és així que la Base de dades més important del món sobre abreujaments de botànics (IPNI) ho té amb la seva filiació errònia. Va ser alumne de Lucas Mallada y Pueyo.
Va ser professor de geologia i de paleontologia de l'"Escola d'Enginyers de Mines" de Madrid. Era versat en qüestions geològiques, i va participar en diverses controvèrsies geològiques, a més de discussions sobre taxonomia, nomenclatura i identificació d'organismes vivents i fòssils.
Va ser especialista en malacologia i en diatomologia, posseïa col·leccions enormes, i publicava exhaustives monografies. Agradava de l'anàlisi bibliogràfica i de l'epistemologia.
Va ser acadèmic de la Reial Societat Espanyola d'Història Natural i el seu vicepresident el 1905 i president el 1906. En la seva defensa per accedir a la Reial Acadèmia de Ciències Exactes, Físiques i Naturals de membre va llegir Significado y valor de las especies fósiles, como argumento en Geología para la clasificación y distinción de los terrenos